# 二川氏
二川氏（ふたがわし）は、愛知県豊橋市を本籍地とする氏族。

## 概要
藤原姓二川氏は、中臣鎌足の次男・藤原不比等の後裔である二川次郎が氏祖。
治承・元暦期に、二川次郎は、源義仲に従って戦死している。ただし二川次郎の子孫は、彼の死後も三河国渥美郡二川郷に定住していた。
貞治元年（1362年）、二川次郎から4代目にあたる二川四郎左衛門光吉が、讃岐国守護職細川頼之に従い、讃岐国香川郡井原荘龍満に移住した。そして、その地に龍満城（香川県香川郡香川町。現在・同県高松市）を築城し、龍満氏と名乗った。二川光吉は、細川頼之に馬廻として仕え、300貫を知行している。
この二川光吉の移住のため、三河国渥美郡二川郷の「三河二川氏」と、讃岐国香川郡龍満城の「讃岐二川氏（龍満氏）」がある。